# Metro w Mekce
Metro w Mekce – system metra w Mekce, w Arabii Saudyjskiej. Obecnie dostępna jest tylko jedna linia metra, ale w sierpniu 2012 roku ogłoszono, że saudyjski rząd przeznaczył kwotę 16,5 miliarda dolarów amerykańskich na budowę kolejnych czterech linii.
Metro w Mekce planowane jest jako 4-liniowy system dla miasta Mekka w Arabii Saudyjskiej. System ten zbudowany zostanie obok istniejącej już linii MMMP (Al Mashaaer Al Mugaddassah Metro Project) otwartego w listopadzie 2010 do przewozu pielgrzymów podczas dorocznej pielgrzymki hadżdż pomiędzy rejonem przy górze Arafat a Mekką. Cały program transportu publicznego Mekki o długości 182 km będzie zintegrowany z siecią autobusową. Planowany czas całkowitego ukończenia sieci wyniesie 10 lat. 4 nowe linie mają być zbudowane w trzech fazach z terminem rozpoczęcia wyznaczonym na rok 2015.

## Linie
- Linia MMMP Południowa: 22 km, 9 stacji – istniejąca, użytkowana przez 1 tydzień w roku na czas pielgrzymki
- Linia MMMP Północna: 22 km, 9 stacji – projektowana równolegle to linii południowej, zastosowanie tak jak linia południowa.
- Linia A: 27,7 km, 18 stacji – projektowana
- Linia B: 11,9 km, 7 stacji – projektowana
- Linia C: 28,3 km, 17 stacji – projektowana
- Linia D: 35,2 km, 19 stacji – projektowana

## Przeznaczenie linii metra MMMP
Sytuacja transportu publicznego w Mekce podczas dorocznej pielgrzymki ma specyficzny charakter, gdyż ok. 3 mln uczestników gromadzi się na stosunkowo małej powierzchni terenu. Taka liczba przyjezdnych stwarza niemałe problemy z zapewnieniem im transportu w krótkim czasie. Rząd Arabii sfinansował budowę linii metra ułatwiającego przemieszczanie się pielgrzymów. Po wspólnych modlitwach w jednym miejscu, uczestnicy przemieszczają się do następnego miejsca modlitwy w Arafat. I ten sposób przemieszczania się jest kontynuowany przez następne 4 dni. Odkąd pielgrzymki do Mekki stały się bardziej dostępne dla wielu muzułmanów na świecie, dla zapewnienia bezpieczeństwa tak dużej liczby uczestników, rząd saudyjski wprowadza corocznie ściśle przestrzegane kwoty pielgrzymów dla każdego kraju w zależności od wielkości społeczności islamskiej. Według Koranu, każdy muzułmanin zobowiązany jest do odbycia pielgrzymki do Mekki przynajmniej raz w życiu. W 2014 liczba wiz religijnych na hadżdż została zredukowana ze względu na prace budowlane w rejonie Mekki i oceniana jest na ok. 700 tys. pielgrzymów krajowych i 1,4 mln pielgrzymów z obcych krajów. Większość z nich korzysta z linii metra MMMP. Poza tygodniem pielgrzymkowym, pociągi większość z 53 tygodni w roku pozostają w zajezdni. Wszystkie te czynniki wpływają na nietypową liczbę przewozów.

## Linia metra oddana do użytku (Linia pielgrzymkowa)
Obecnie istniejąca już linia MMMP – Al Mashaaer Al Mugaddassah Metro Project (w j. arabskim: قطار المشاعر المقدسة) otwarta została w listopadzie 2010, na czas pielgrzymki odbywającej się w dniach 25–29 listopada 2010. Linia ta kwalifikowana jest jako linia metra o największej liczbie przewozów pasażerów na świecie. Używana jest do przewozu pielgrzymów pomiędzy muzułmańskimi miejscami świętymi w Mekce: Wzgórza Arafat, Muzdalifah, Mina i Jamarat w celu rozładowania zatorów powodowanych przez autobusy i samochody. Ta nowa linia porusza się po normalnym torowisku szynowym o standardowym rozstawie szyn 1435 mm, często określana jest błędnie jako kolej jednoszynowa, gdyż całe torowisko biegnie na estakadach.

## Przewóz pasażerów
Rząd Arabii Saudyjskiej ocenia, że linie metra zastąpią dotychczas używane 53 000 autobusów, zapewniając bezpieczniejszą i wygodniejszą podroż i ograniczą dosyć duże zanieczyszczenie atmosfery w mieście. W czasie pielgrzymki w 2011 linia miała 100% wypełnienia ze współczynnikiem przewozów 3,95 miliona. Jest to największy wskaźnik intensywności przejazdów metrem na świecie, pośród innych systemów metra. Każdy 12-wagonowy zestaw zabiera 3000 pasażerów, przy 2,5 minuty odstępów między pociągami. Metro podczas pielgrzymki czynne jest 24 godz. na dobę.
W godzinach szczytu pociągi jeżdżą w grupach wahadłowych pomiędzy 3 stacjami odjazdów i 3 stacjami przyjazdów. Na każdym świętym miejscu są 3 stacje (w sumie 9 stacji). Poza szczytem pociągi zatrzymują się na wszystkich stacjach.

## Lista stacji
Swięte miejsce Arafat:
- Arafat 1
- Arafat 2
- Arafat 3

Swięte miejsce Muzdalifah:
- Muzdalifah 1
- Muzdalifah 2
- Muzdalifah 3

Swięte miejsce Mina i Jamarat:
- Mina 1
- Mina 2
- Jamarat

## Historia budowy
Ocenia się, że budowa tej linii metra odbyła się w rekordowym czasie bijącym światowe rekordy. Zaprojektowano ją i zbudowano w ciągu 22 miesięcy od podpisania kontraktu do przejazdu pierwszego pociągu. W pierwszym roku pracy metra, ruch odbywał się przy 35% obłożeniu w trybie automatycznego zabezpieczenia pociągu, wspomagającego ręczne sterowanie. Obecnie ruch odbywa się w pełni automatycznym trybie bez interwencji maszynistów.
China Railway Construction Corp (CRCC) odpowiedzialna była za całość budowy i integracji projektu którego pierwsza faza kosztowała 6,7 mld riali (1 rial = 1 zł). Rząd Arabii Saudyjskiej wyłonił CRCC w przetargu w lutym 2009 po wizycie przewodniczącego ChRL Hu Jintao. Linia została zbudowana w ciągu zaledwie 22 miesięcy, zaprojektowana przez ok. 5000 inżynierów i wykonana przez 8000 wykwalifikowanych i niewykwalifikowanych pracowników z Chin i innych krajów, w większości azjatyckich.
W wyniku przetargów wybrano wielu podwykonawców o światowej reputacji w dziedzinie budowy systemów metra. Al-Muruj Electromechanical Co. wykonał prace montażowe na 9 stacjach. Siemens zapewnił instalacje dostarczania i dystrybucji zasilania do budynków i linie zasilania pociągów. Firma konsultingowa WS Atkins odpowiedzialna była za nadzór nad projektami systemów mechanicznych i elektrycznych oraz za zarządzanie projektem. Westinghouse dostarczył ekrany i drzwi peronowe.
CNR z Changchun w Chinach dostarczył 17 zestawów pociągów.
Knorr-Bremse dostarczył systemy hamulcowe przystosowane do warunków klimatu pustynnego.
Thales Kanada dostarczył SelTrac-System zdalnego sterowania i kontroli pociągów oraz centrum zarządzania ruchem. Thales Portugalia, Thales Francja oraz Thales Włochy dostarczyły systemy CCTV, SCADA i system informacji pasażerów. Systra nadzorowała całość prac budowlanych. Serco zapewnił obsługę i okresowe przeglądy pociągów. TÜV Rheinland zapewnił konsultacje i certyfikaty bezpieczeństwa systemu dla Saudyjskiej Komisji Kolejowej w 2011, 2012 i 2013 r. Klimatyzację budynków wykonał SKM Sharjah z Emiratów Arabskich.
Linia poprowadzona jest na estakadzie o wysokości 8-10 metrów.
Metro sterowane jest automatycznie przez ATC (Automatic Train Control) i zasilane z linii napowietrznej (1500 V prądu stałego).

## Straty finansowe CRCC na kontrakcie
W listopadzie 2010 CRCC oznajmiła, że straciła 600 milionów dolarów US na kontrakcie wartym 1,77 mld dolarów na skutek zmian projektowych wprowadzonych przez zamawiającego. Sam zakres robot ziemnych został przekroczony 2,5-krotnie na skutek wzrostu objętości przemieszczanego materiału z 2 mln m sześciennych do 5 mln. CRCC przy pomocy rządu chińskiego stara się o zrekompensowanie strat przez rząd saudyjski.

## Pociągi
4 kwietnia 2009 CNR (Changchun Northern Railway Company) z Chin otrzymało kontrakt na dostawę 17 12-wagonowych zestawów pociągów typu A. Każdy zestaw posiada 8 wagonów z silnikami i 4 wagony bez silników. Podwozie wagonów wykonane jest z aluminium. Typ A pociągu ma 22,3 m długości i 3 m szerokości. Pierwsze pociągi zostały wysłane z Chin drogą morską w maju 2010 a ostatni pociąg dotarł do Arabii z końcem 2010. Pociągi są klimatyzowane i wyposażone w systemy informacji wizualnej i akustycznej. Przestrzeń peronów oddzielona jest od przestrzeni torowiska specjalną, zamontowaną na krawędzi peronu ścianką ekranującą (platform doors), której zadaniem jest zabezpieczenie osób znajdujących się peronie przed wpadnięciem pod nadjeżdżający pociąg. Ścianka ta posiada rozmieszczone w tych samych odstępach co drzwi wagonów, drzwi otwierane automatycznie po zatrzymaniu się pociągu.

## Automatyczne sterowanie
Sterowanie pociągami metra bazuje na tych samych urządzeniach SelTrac co metro w Dubaju, jest w pełni automatyczne jednak ze względu na bardzo dużą liczbę pasażerów, w pociągu są maszyniści, których jedynym zadaniem jest naciskanie guzika zamykania drzwi przed odjazdem. System sterowania i bezpieczeństwa został zaprojektowany i wykonany przez kanadyjską firmę Thales Rail Signaling Solutions z Toronto. Różne stopnie nadzoru nad ruchem pociągów dokonywane są przez kontrolery stacyjne i centra kontroli pociągów (vehicle control center – VCC), a nad wszystkim czuwa centralny ośrodek nadzoru ulokowany w zajezdni. Zajezdnia posiada wszelkie wyposażenie do okresowych przeglądów, napraw, przetaczania kół i testowania.
Sterowanie pociągami odbywa się na zasadzie ruchomego bloku. System komputerowy wyznacza wirtualny odcinek torów chronionych przed i za pociągiem, na który nie może wjechać żaden inny pociąg. Te odcinki ochronne przesuwają się wraz z ruchem pociągu. Zapewnia to osiągnięcie jak najkrótszego czasu pomiędzy pociągami i przewóz maksymalnej liczby pasażerów w jednostce czasu. W razie potrzeby interwencji centralny operator porozumiewa się poprzez komputer z systemem pociągu za pomocą pętli kablowej ułożonej pośrodku każdego toru. Każdy pociąg ma dwa niezależnie pracujące, a także zastępujące się w przypadku awarii kontrolery. Dwie pary anten umiejscowionych pod podłogą wagonu końcowego wysyłają do centrum kontroli komunikaty z wszelkimi danymi pociągu i odbierają powrotne polecenia centralnego operatora. Prędkość pociągu mierzona jest przez tachometry zainstalowane na osiach wagonów, natomiast zsynchronizowane rozkazy otwierania i zamykania drzwi w pociągu i na peronach przekazywane są sygnałami poprzez anteny. Precyzyjne zatrzymanie wagonów naprzeciw drzwi peronowych (znajdujących się w ściance ekranującej) zapewnione jest przez osobny czujnik. Wszystkie systemy decydujące o bezpieczeństwie pracy pociągu są zdublowane. W razie awarii jednego kontrolera, centralny operator przełącza funkcje sterowania do drugiego kontrolera. W przypadku zaistnienia warunków krytycznych dla ruchu pociągu, automatycznie włącza się hamulec bezpieczeństwa. Tryb poruszania się pociągu jest zaprogramowany w kontrolerze pociągu, natomiast wszelkie zmiany, regulacje czasowe, dodatkowe ograniczenia prędkości odbywają się na każdorazowe polecenie centralnego operatora.
Uwagi dodatkowe
Strona Generalnego Wykonawcy CRCC podaje że pociąg ma pojemność 3000 pasażerów, ale analiza przewozów pielgrzymek w 2011 określa liczbę przewiezionych na 3600 pasażerów w pociągu i 30 przejazdów pociągów na godzinę co daje 72 000 pasażerów na godzinę w każdym kierunku (PPHPD).
Specyfikacja
Nazwa Al Mashaaer Al Mugaddassah Metro
Nazwa w języku lokalnym قطار المشاعر المقدسة
Lokalizacja Mekka Wschodnia
Typ kolei Miejska Kolej Szybka
Liczba linii 1
Liczba stacji 9
Długość systemu 18,1 km
Początek serwisu to listopad 13, 2010, Typ torowiska – Na estakadach, Liczba pociągów – 17, Długość pociągu – Pociąg 12 wagonowy, 280 m, Rozstaw szyn 1435 mm.
Pierwsza linia metra została otwarta w listopadzie 2010 r.